# Marie Fox
Marie Fox (nome completo in francese Marie Henriette Adélaïde; Parigi, 21 dicembre 1850 – Stiria, 26 dicembre 1878) è stata una scrittrice britannica di nascita francese.

## Sfondo

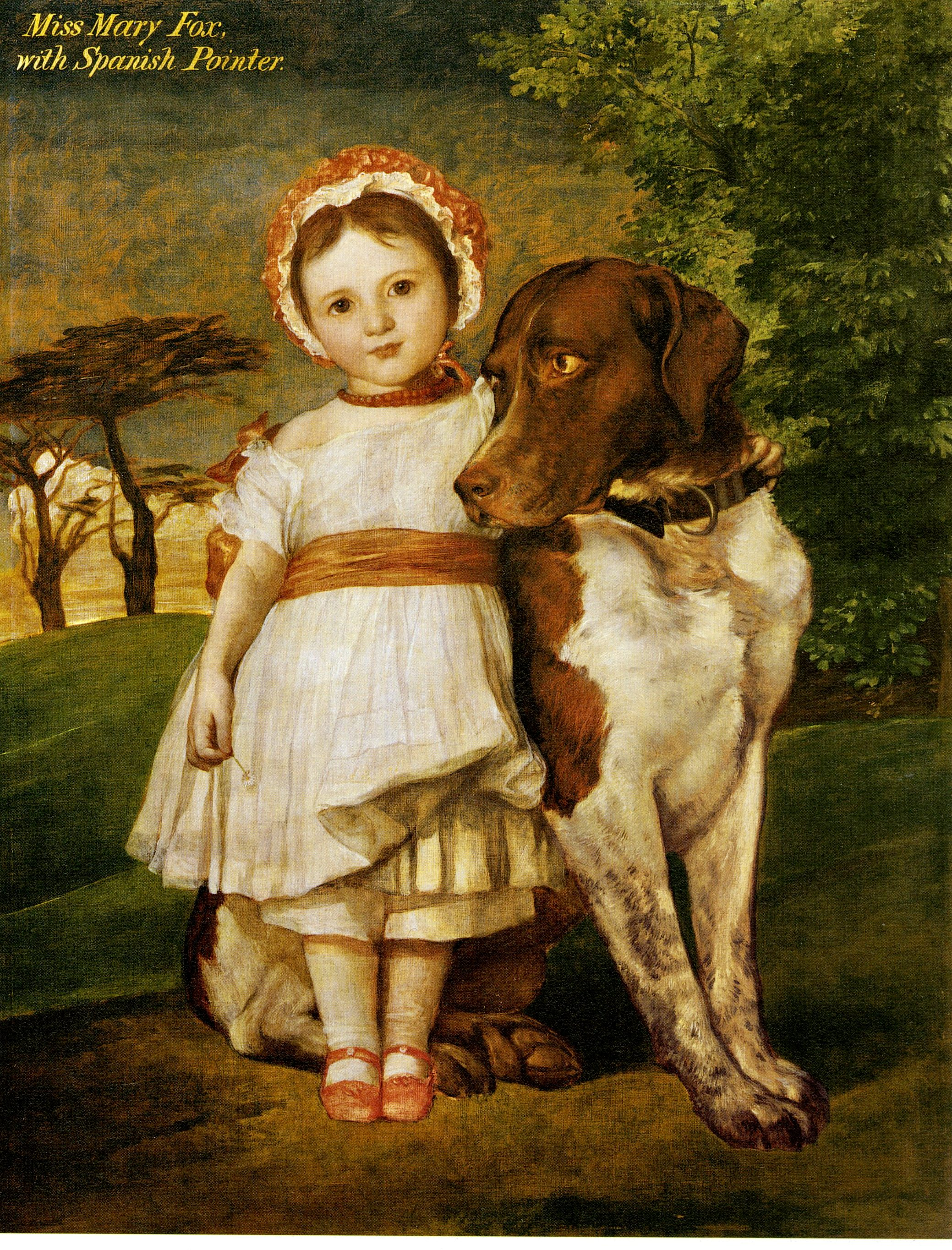
Marie Fox, all'età di tre anni, con il suo pointer Ella, ritratta da George Frederic Watts

La futura principessa nacque a Parigi nel gennaio 1851. Il nome dato da sua madre era Victoire Magny di Soissons, ma l'identità di suo padre non era specificata. Fu battezzata nella chiesa di Sant'Agostino come Marie Henriette Adelaide. Quando aveva tre mesi, fu trovata da un medico di nome Dr. Séguin, che provvide a farla adottare da Henry Fox, IV barone Holland, e da sua moglie, Lady Augusta Coventry. Lord e Lady Holland non avevano figli biologici propri, dopo aver attraversato due parti di feti morti. Lady Holland era alla fine dei suoi trent'anni e Lord Holland insisté nell'adottare la bambina. La sua paternità biologica rimane un mistero; correva voce che fosse la figlia biologica del padre adottivo nata dalla sua serva.

## Vita a Londra
In seguito all'adozione, fu affidata ad una nutrice a Fontenay-aux-Roses e poi ad una bambinaia, Madame Marque, prima di trasferirsi nella residenza dei suoi genitori, Holland House, nel giugno 1853. Marie crebbe ignara delle circostanze. Suo padre morì nel 1859. Come raggiunse il suo diciottesimo compleanno e l'età da marito, il consulente legale di sua madre consigliò vivamente di divulgare le informazioni sulla sua adozione. Lady Holland acconsentì, ma la sua mancanza di una piena conoscenza della questione continuava a porre problemi. Tutte le persone che conoscevano la verità circa l'identità dei suoi genitori biologici erano morti da allora. Marie infine si estraniò da sua madre. Sua zia paterna, Lady Lilford, scrisse nel 1867: "Marie è molto cresciuta e migliorata. È una ragazza molto bella e affettuosa, ed è stata accuratamente istruita."

## Matrimonio

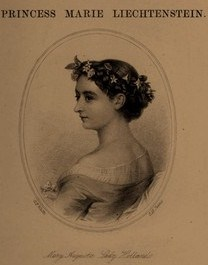
Un'illustration della Principessa Marie sulla copertina del suo libro, Holland House

All'età di sedici anni, Marie fu corteggiata da Archibald Primrose, V conte di Rosebery, ma si rifiutò di sposarlo perché era disposta a rinunciare al cattolicesimo. Nell'inverno del 1871, che trascorse con sua madre a Napoli, fu corteggiata dal Principe Aloisio del Liechtenstein, cugino del Principe Giovanni II. Il loro fidanzamento fu annunciato in primavera. La cerimonia del matrimonio ebbe luogo nella procattedrale di Kensington il 27 giugno 1872 ed officiata dal Cardinale Henry Edward Manning, Arcivescovo di Westminster. Tra gli invitati c'erano il Principe e la Principessa del Galles. Il Casato Principesca del Liechtenstein inizialmente rifiutò di approvare il matrimonio sulla base della disuguaglianza di nascita, ma la principessa fu in seguito accettata a Vienna. Ebbero quattro figlie femmine:
- Principessa Sofia Maria Giuseppa (29 marzo 1873 - 2 marzo 1947), sposò a Graz il 31 July 1897 Franz Ürményi d'Ürmény, senza figli[8]
- Principessa Giulia Margherita Maria (20 luglio 1874 - 3 luglio 1950), nubile e senza figli[8]
- Principessa Enrichetta Maria Giuseppa (6 luglio 1875 - 21 aprile 1958), suora benedettina sotto il nome di Sorella Adelgundis[8]
- Principessa Maria Giovanna Francesca (21 agosto 1877 - 11 gennaio 1939), sposò a Vienna il 7 giugno 1902 Franz Peter Johann, Graf von Meran, ed ebbe figli[8]

Voci sull'origine biologica di Marie continuarono a circolare durante tutto il suo matrimonio. Dopo le nozze, il Marchese de Montaigu negò pubblicamente la voce che egli fosse il padre della principessa e che sua madre fosse morta di parte.
Nel 1874, la Principessa Marie pubblicò un libro su Holland House e sualla sua collezione d'arte che ha venduto bene nonostante le critiche di Abraham Hayward. Oggi, la sua opera è significativa per la storia della grande casa. Tradusse anche la letteratura dal tedesco all'inglese. George Frederic Watts, che la ritrasse anche da bambina e a cui elle si riferiva come un "amico fedele e saggio protettore", dipinse un suo ritratto in quel periodo. Morì allo Schloss Burgstall in Stiria il 26 dicembre 1878.